# I'm Coming Home (canción)
«I'm Coming Home» es una canción interpretada por el cantante estadounidense Johnny Mathis. Fue publicada el 27 de julio de 1973 como el sencillo principal del álbum de estudio del mismo nombre.

## Recepción de la crítica
Un escritor no especificado de la revista Cash Box comentó: “Primero, digamos que si este no es un sencillo top 20, ¡todos estaremos muy decepcionados! Mathis se ha asociado con el combo Thom Bell/Linda Creed y los resultados hablan por sí solos. ¡Este simplemente no puede fallar!”. Un escritor no especificado de la revista Billboard declaró: “El sonido orquestal es suave y delicado, con un toque de sabor country. Mathis canta en un tono más bajo de lo normal y la combinación produce una música hermosa. Si bien Mathis canta sobre dejar una situación personal desagradable, el sencillo es, musicalmente, una experiencia muy agradable”. Un escritor no especificado de la revista Record World escribió: “Mathis, de tono sedoso, recibe aquí el tratamiento Philly soul con una fabulosa producción de Thom Bell. Bell y Linda Creed escribieron una melodía que suena como un estándar instantáneo. ¡Maravilloso Maravilloso!”.

## Posicionamiento

### Gráfica semanal
| Gráfica (1973)                              | Pico de posición |
| ------------------------------------------- | ---------------- |
| Estados Unidos (Billboard Easy Listening)   | 1                |
| Estados Unidos (Billboard Hot 100)          | 75               |
| Estados Unidos (Billboard Hot Soul Singles) | 92               |
| Estados Unidos (Cash Box Top 100 Singles)   | 72               |

### Gráfica de fin de año
| Gráfica (1973)                            | Pico de posición |
| ----------------------------------------- | ---------------- |
| Estados Unidos (Billboard Easy Listening) | 19               |

## Otras versiones
The Spinners grabó la canción para su álbum de 1974, Mighty Love. Su versión alcanzó el puesto número 18 en el Billboard Hot 100, y el número 3 en la lista Hot Soul Singles.